# Синюхові
Синюхові (Polemoniaceae) — родина рослин порядку вересоцвіті (Ericales). Родина нараховує приблизно 25 родів і 350 видів. Більшість видів зростає у Північній Америці, окремі види — в Євразії й Південній Америці. В Україні зростають Polemonium caeruleum, Phlox drummondii й Phlox paniculata

## Опис
Трави однорічні або багаторічні, рідко напівчагарники чи лози. Листки чергові або супротивні, сидячі чи на черешках, від простих до складних. Члени родини мають 5 чашолистків, 5 пелюстків, 5 тичинок. Плід — коробочка. Насіння кулясте, яйцеподібне, або веретеноподібне, іноді крилате, часто клейке, коли вологе.

## Систематика
- Підродина Acanthogilioideae
  - Триба Acanthogilieae
    - Рід Acanthogilia
- Підродина Cobaeoideae
  - Триба Bonplandieae
    - Рід Bonplandia

  - Триба Cantueae
    - Рід Cantua

  - Триба Cobaeeae
    - Рід Cobaea
- Підродина Polemonioideae
  - Триба Gilieae
    - Рід Allophyllum
    - Рід Collomia
    - Рід Gilia
    - Рід Lathrocasis
    - Рід Navarretia
    - Рід Saltugilia

  - Триба Loeselieae
    - Рід Aliciella
    - Рід Bryantiella
    - Рід Dayia
    - Рід Eriastrum
    - Рід Giliastrum
    - Рід Ipomopsis
    - Рід Langloisia
    - Рід Loeselia
    - Рід Loeseliastrum
    - Рід Microgilia

  - Триба Phlocideae
    - Рід Gymnosteris
    - Рід Leptosiphon
    - Рід Linanthus
    - Рід Microsteris
    - Рід Phlox

  - Триба Polemonieae
    - Рід Polemonium